# Cleistocarpidium palustre
Cleistocarpidium palustre är en bladmossart som beskrevs av Ryszard Ochyra och Bednarek-ochyra 1996. Cleistocarpidium palustre ingår i släktet Cleistocarpidium och familjen Ditrichaceae. Inga underarter finns listade i Catalogue of Life.